# 藍麗城堡
藍麗城堡位於英格蘭東北朵倫郡的切斯特勒街（Chester-le-Street）鎮，是一座方型的十四世紀城堡，屬於史卡伯拉公爵（Earl of Scarbrough）的財產。

## 歷史
拉夫·藍麗爵士於西元一三八九年返回在蘇格蘭的戰事時，把他的莊園宅邸改建成如今的城堡，並以他的姓來命名。然而，由於被牽連在一樁陰謀推翻英王亨利四世的行動裡而遭到監禁，終被處決，他的領地也隨之被沒收並歸於索墨瑟公爵（Earl of Somerset）。西元一四二一年藍麗城堡的擁有權又被拉夫·藍麗爵士的孫子：湯瑪士·藍麗所取回。
到了十九世紀，城堡成為朵倫主教的住所，並由范·米爾德特（William Van Mildert）主教將城堡使用權贈送給當時新成立的朵倫大學。

## 大學時期
十九世紀前期，城堡成為朵倫大學中大學學院的學生宿舍。這些住在裡面的學生被稱暱稱為“城堡人”，他們在成為大學學院的學生的第一年住在藍麗城堡，而第二年則住在朵倫市中的另一個城堡。能夠住在城堡裡對大多數人來說應該是夢寐以求的事！但是對於一年級新生來說，代價是每天早上得一大早起床，步行約十三公里到位於朵倫市中心的大學上課，這還算好的，到了傍晚，在英國典型的陰冷的天氣中，他們還得走回去。
因應而生的，是沿路二十三間公共酒吧的形成。這些酒吧有的坐落在今日已不見蹤跡的礦場旁邊，有的是依著村落，漸漸的，在每一間酒吧都來上一品脫的啤酒，成為一種學生追求的“榮譽”！也形成了所謂的〖藍麗大賽〗(Lumley Run)。那時幾乎沒有人有私家車，要在一夜之間完成這個“壯舉”，你只能用走的、用跑的、或是搭公車。但是重點是沿途每一家酒吧你都要進去“喝一杯”！所以用不著說，能夠達成目標的人屈指可數！對大多數的學生來說，至少完成一半才是比較實際的目標。
〖藍麗大賽〗(Lumley Run)在西元一九五六年到五七年間拉開序幕，參賽的兩人，一位是布拉弗預科學校的古典學學者大衛·威金森，另一位是來自格林弗預科學校的地理系學生泰倫斯·馬登。比賽在晚上七點整由切絲特·拉·斯垂特鎮的黑馬酒吧展開，接下來參賽者利用當地的公共巴士往朵倫市進發，在每一間沿途行經的酒吧都必須進場飲酒，當然這些酒吧內也都預先設置了裁判確定一品脫的啤酒被確實的喝到一滴不剩！這個比賽的關鍵當然就是在公車時刻表的掌握！進入了朵倫市外圍，他們便只能下車，用兩條腿來征服市中心的城堡一直到弗蘭薇門橋附近的酒吧。而最後的終點是設在朵倫城堡大學學院宿舍內的酒吧，他們必須要爭取在大教堂晚上十點的鐘聲完畢以前完成比賽。
大衛·威金森和泰倫斯·馬登兩個人都神奇的在第一次便成功完成了比賽，他們稍後也完成了反向的嘗試。慶祝紀念品包括一條印有他們兩人的頭像、啤酒杯、以及城堡圖案的領帶。當然，不甘寂寞的“城堡人”們其後也有後繼者能夠完成單趟或是雙趟的〖藍麗大賽〗的。。

## 鬼影幢幢
在這樣一個年代古遠的建築裡，藍麗城堡也有流傳著鬼故事。拉夫·藍麗爵士的妻子：麗麗·藍麗（Lady Lily Lumley）正是這位女主角。她當初被本地的僧侶刺殺，屍體並被丟到如今依然存在的古井裡。有人聲稱如今仍會見到藍麗夫人在她以前的房間門口的走廊徘迴。
西元二零零五年，澳大利亞板球國家代表隊住進藍麗城堡，成為城堡鬧鬼的受害者！球員西恩·華頓嚇到整夜睡在隊友布瑞特·李的房間地板上，隨隊的媒體主任也證實當夜許多球員覺得毛毛的，但是絕大多數的人都“平安無事”。
西元兩千年的時候，三名西印度板球國家隊的球員也在此經歷了“鬼影罩頂”！包括隊長吉米·亞當斯在內被嚇的退房！
如今這座中世紀城堡改裝的旅館，由於所有職員接著中世紀服飾而更顯神秘色彩。

## 今日
西元1976年，城堡的管理權轉移到非凡旅館集團的旗下（其擁有權仍然屬於史卡伯拉公爵），他們將之打造成擁有五十九間客房的精品旅館，直至今日。坐落於翠綠的高爾夫球俱樂部裡的山丘上，俯視著鄰近的剛剛於1995年啟用的朵倫國際板球場，藍麗城堡在不同的季節裡，無論從任何角度觀看，都是一幅獨一無二的美景。

## 外部連結
- 官方網站 （页面存档备份，存于）